# PD-L1
PD-L1（プログラム細胞死リガンド1, Programmed death-ligand 1 別名:B7-H1）はPD-1のリガンドである免疫チェックポイント・タンパク質。

## 概要
PD-L1は発見当初はB7-H1として識別されていたが、後にPD-1のリガンドである事が判明したのでPD-L1として改名された経緯がある。T細胞の活性を抑制もしくは停止させる(レセプター的な)免疫抑制機能を有するタンパク質分子であり、通常は抗原提示細胞の表面上に発現、また腫瘍細胞や腫瘍微小環境に存在する非形質転換細胞の細胞表面上においてもPD-L1が発現する事が知られており、同時に免疫チェックポイント阻害剤によるこれの遮断は腫瘍の増殖を阻害する事が知られ、免疫療法の結果を判断するバイオマーカーとしても注目される。

## 検出方法
免疫染色によって検出する。